# 文書送付嘱託
文書送付嘱託（ぶんしょそうふしょくたく）は、民事訴訟手続における、書証の申出方法のひとつである。裁判所が、本案訴訟の一方当事者の申立てに基づき、文書の所持者に対し、所持する文書の提出を求める。

## 手続
当事者の申立てにより開始される（民事訴訟法226条本文）。当事者が法令により文書の正本又は謄本の交付を求めることができる場合は、文書送付嘱託の申立てをすることができない（民事訴訟法226条ただし書）。ただし書の例として、登記簿謄本がある。
理論上は、送付された文書についてあらためて書証の申出は不要である。ただし実務上は、送付された文書の中からさらに当事者が提出する部分を選別して提出するという取扱いが行われている場合も多い。